# 8P-SB
8P-SB (ou 8P-SB -japanese quality-) é um dueto de J-pop formado em março de 2018 por Genki (Tsuzuku) e Koichi após a banda Mejibray entrar em hiato. Atualmente faz parte da gravadora k.entretainment e já lançaram 3 álbuns e 8 singles.

## Carreira
Tsuzuku e Koichi são mais conhecidos por terem feito parte da banda Mejibray, sendo vocalista e baixista, respectivamente.
Em dezembro de 2017, foi anunciado que os dois encerraram seus contratos com o Mejibray. Sem mais explicações, Koichi apagou suas redes sociais e nada mais foi revelado até março de 2018.
Três meses depois, Tsuzuku (que alterou seu nome artístico para Genki) e Koichi anunciaram que estavam trabalhando em um novo projeto, chamado 8P-SB. Koichi voltou com suas redes sociais e os dois postaram um teaser oficial no YouTube, em uma praia.
Depois de três meses do anúncio do projeto, o 8P-SB lançou seu primeiro single, "super star". Assim foi revelado que o dueto, que antes estava em uma banda visual kei, produzindo músicas do gênero heavy metal, nu metal e etc. decidiu seguir a carreira da música J-pop. O 8P-SB fez seu primeiro show ao vivo no Ebisu CreAto em Tóquio.
O primeiro álbum completo do 8P-SB, intitulado 8P-SB.com, possuindo 10 faixas, foi lançado em 15 de dezembro de 2018, aproximadamente um ano depois do Mejibray entrar em hiato. O segundo álbum foi lançado em 7 de julho de 2019, intitulado "future past" após o lançamento do single "8bit boy" e seu videoclipe. O álbum mais recente, "richardland" foi lançado em 15 de dezembro de 2019. 

## Integrantes
- Genki Takebuchi (antes chamado de Tsuzuku) - vocal

Nascimento: 15 de dezembro

Antigas bandas:るる, DIS, VanessA, Mejibray
- Koichi Niiyama - vocal

Nascimento: 22 de dezembro

Antigas bandas: マイフレ, ミミック, VanessA, Mejibray

## Discografia

### Álbuns
| Título      | Lançamento             |
| ----------- | ---------------------- |
| 8P-SB.com   | 15 de dezembro de 2018 |
| future past | 7 de julho de 2019     |
| richardland | 15 de dezembro de 2019 |

### Singles
| Título       | Lançamento              | Formato |
| ------------ | ----------------------- | ------- |
| super star   | 7 de julho de 2018      | CD      |
| fireworks    | 30 de agosto de 2018    | Digital |
| ghost hotel  | 13 de setembro de 2018  | Digital |
| snowman      | 13 de janeiro de 2019   | Digital |
| entry        | 14 de fevereiro de 2019 | Digital |
| 8bit boy     | 1 de abril de 2019      | CD      |
| ready player | 13 de novembro de 2019  | Digital |
| game         | 15 de setembro de 2019  | Digital |